# Moosseedorf
Moosseedorf ist eine politische Gemeinde im Verwaltungskreis Bern-Mittelland des Kantons Bern in der Schweiz.

## Geographie
Moosseedorf liegt auf 532 m ü. M., 8 km nordnordöstlich der Kantonshauptstadt Bern (Luftlinie). Das Dorf erstreckt sich leicht erhöht südlich des Moossees, am südöstlichen Ende des Moosseetals und am Nordfuss der Molassehöhen des Bantigers, im Schweizer Mittelland.
Die Fläche des 6,38 km² grossen Gemeindegebiets umfasst einen Abschnitt des zentralen Berner Mittellandes. Die nördliche Grenze verläuft auf einer geraden Linie entlang der kanalisierten Urtenen und durch den Moossee. Von hier erstreckt sich der Gemeindeboden südwärts über die flache, rund 500 m breite Talniederung auf die Anhöhe von Moosseedorf und in den ausgedehnten Wiliwald (bis 600 m ü. M.) auf der Wasserscheide zwischen der Aare und der Urtenen. Nach Südosten reicht der Gemeindebann in die Mulde von Im Sand und über den steilen, dicht bewaldeten Nordhang des Grauholzes bis auf den Kamm dieses Höhenzuges, auf dem mit 800 m ü. M. der höchste Punkt von Moosseedorf erreicht wird. Von der Gemeindefläche entfielen 1997 20 % auf Siedlungen, 36 % auf Wald und Gehölze, 42 % auf Landwirtschaft, und etwas weniger als 2 % war unproduktives Land.
Zu Moosseedorf gehören das Quartier Sand (536 m ü. M.) in einer Mulde am Nordfuss des Grauholzes, östlich der Autobahn, sowie die Siedlung Tannacheren (578 m ü. M.) in einer Rodungsinsel zwischen dem Wiliwald und dem Grauholz. Nachbargemeinden von Moosseedorf sind Urtenen-Schönbühl, Bolligen, Münchenbuchsee und Wiggiswil.

## Bevölkerung
Mit 4130 Einwohnern (Stand 31. Dezember 2023) gehört Moosseedorf zu den mittelgrossen Gemeinden des Kantons Bern. Von den Bewohnern sind 89,8 % deutschsprachig, und 4,5 % sprechen albanisch (Stand 2018). Die Bevölkerungszahl von Moosseedorf belief sich 1850 auf 584 Einwohner und 1900 auf 573 Einwohner. Im Verlauf des 20. Jahrhunderts stieg die Bevölkerungszahl bis 1960 langsam, aber stetig auf 833 Personen an. In den folgenden drei Jahrzehnten wurde ein stürmisches Bevölkerungswachstum mit einer Vervierfachung der Einwohnerzahl verzeichnet. Seit 1990 (3494 Einwohner) werden nur noch geringe Bevölkerungsschwankungen registriert. Das Siedlungs- und Gewerbegebiet von Moosseedorf ist heute lückenlos mit demjenigen von Urtenen-Schönbühl zusammengewachsen.

## Politik
Gemeindepräsident ist seit 2021 Stefan Meier (SP, Stand 2024).
Bei den Nationalratswahlen 2023 betrugen die Wähleranteile in Moosseedorf (in Klammern die Veränderung im Vergleich zu den Wahlen 2019 in Prozentpunkten): SVP 35,01 % (+5,58), SP 21,92 % (+4,01), glp 10,13 % (−2,87), Mitte 9,22 % (−1,97), FDP 7,24 % (−1,00), Grüne 7,03 % (−3,58), EVP 4,29 % (−0,31), EDU 1,89 % (+0,86), Weitere 3,26 % (−0,73).

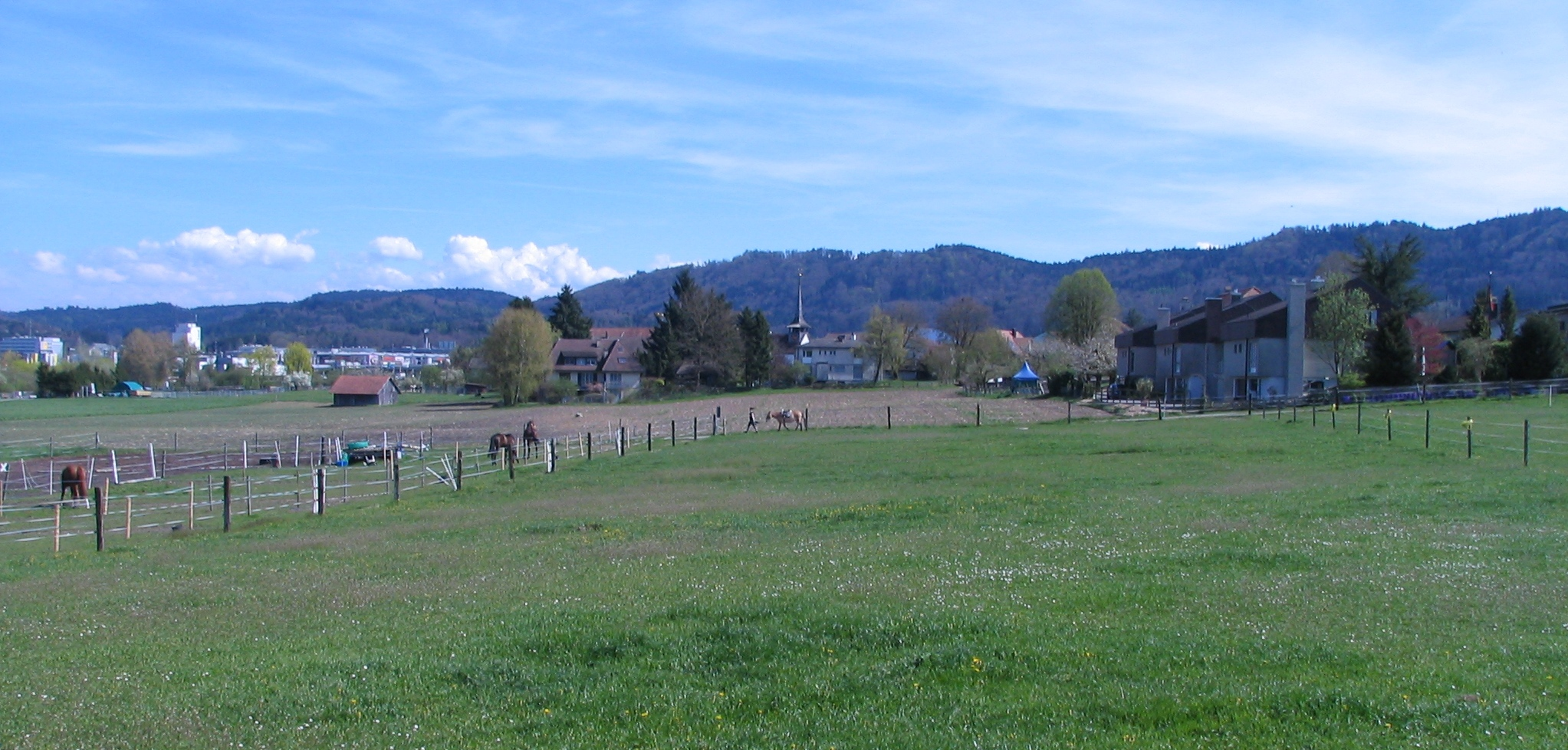
Moosseedorf von Nordwesten gesehen

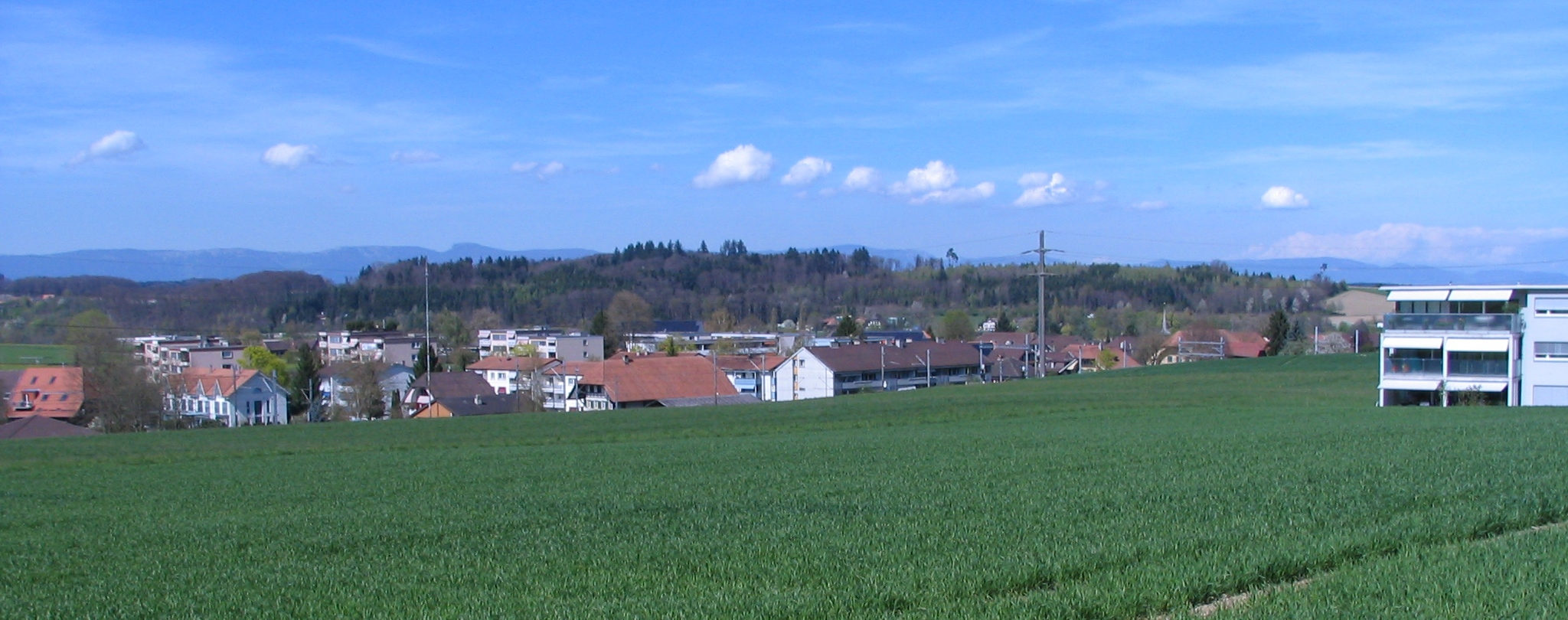
Moosseedorf von Süden gesehen

## Wirtschaft
Moosseedorf war bis in die zweite Hälfte des 20. Jahrhunderts ein vorwiegend durch die Landwirtschaft geprägtes Dorf. Heute bietet die Gemeinde rund 3800 Arbeitsplätze an. Mit 1 % der Erwerbstätigen, die noch im primären Sektor beschäftigt sind, hat die Landwirtschaft (vorwiegend Ackerbau, Milchwirtschaft und Forstwirtschaft) nur noch einen marginalen Stellenwert in der Erwerbsstruktur der Bevölkerung. Etwa 21 % der Erwerbstätigen sind im industriellen Sektor tätig, während der Dienstleistungssektor 78 % der Arbeitskräfte auf sich vereinigt (Stand 2001).
Damit ist Moosseedorf eine Agglomerationsgemeinde von Bern geworden, die dank der hervorragenden Verkehrslage zum Standort mehrerer Grosseinkaufszentren (z. B. Shoppyland) gewählt wurde. Ausgedehnte Gewerbe- und Industriezonen sind seit den frühen 1970er Jahren im Bereich der Autobahnausfahrt Schönbühl sowie am westlichen Rand des Dorfes entstanden. In Moosseedorf sind heute Unternehmen der Informationstechnologie, des Baugewerbes, des Metallbaus und mechanische Werkstätten vertreten.
Neue Wohnquartiere entwickelten sich seit den 1960er Jahren an den Hängen südlich des alten Dorfkerns und im Sand. Moosseedorf weist zwar einen deutlichen Zupendlerüberschuss auf, doch sind viele Erwerbstätige auch Wegpendler, die in der Stadt und Agglomeration Bern arbeiten.

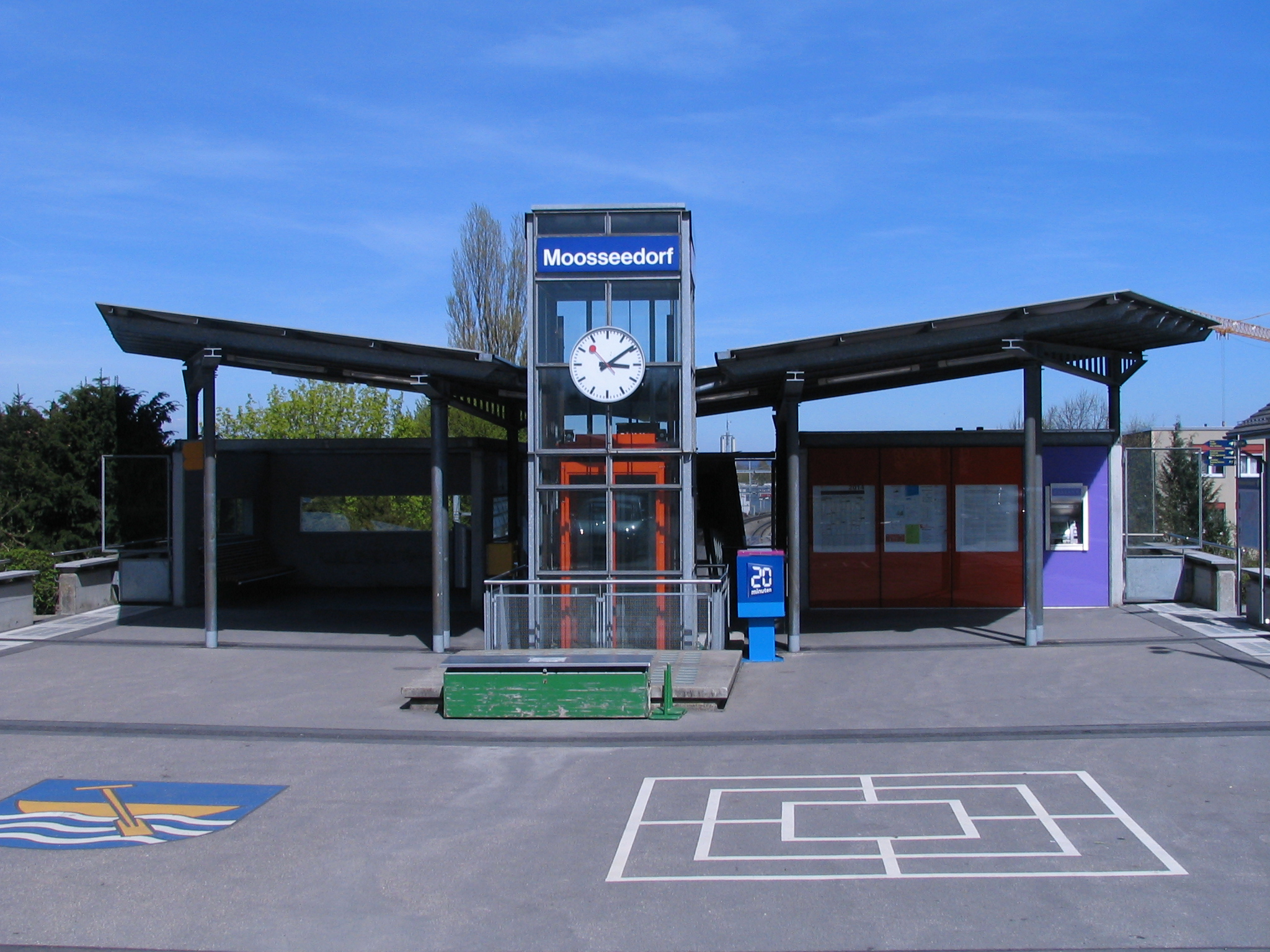
Der Max-Bill-Platz als RBS-Bahnhofplatz oberhalb der Geleise

## Verkehr

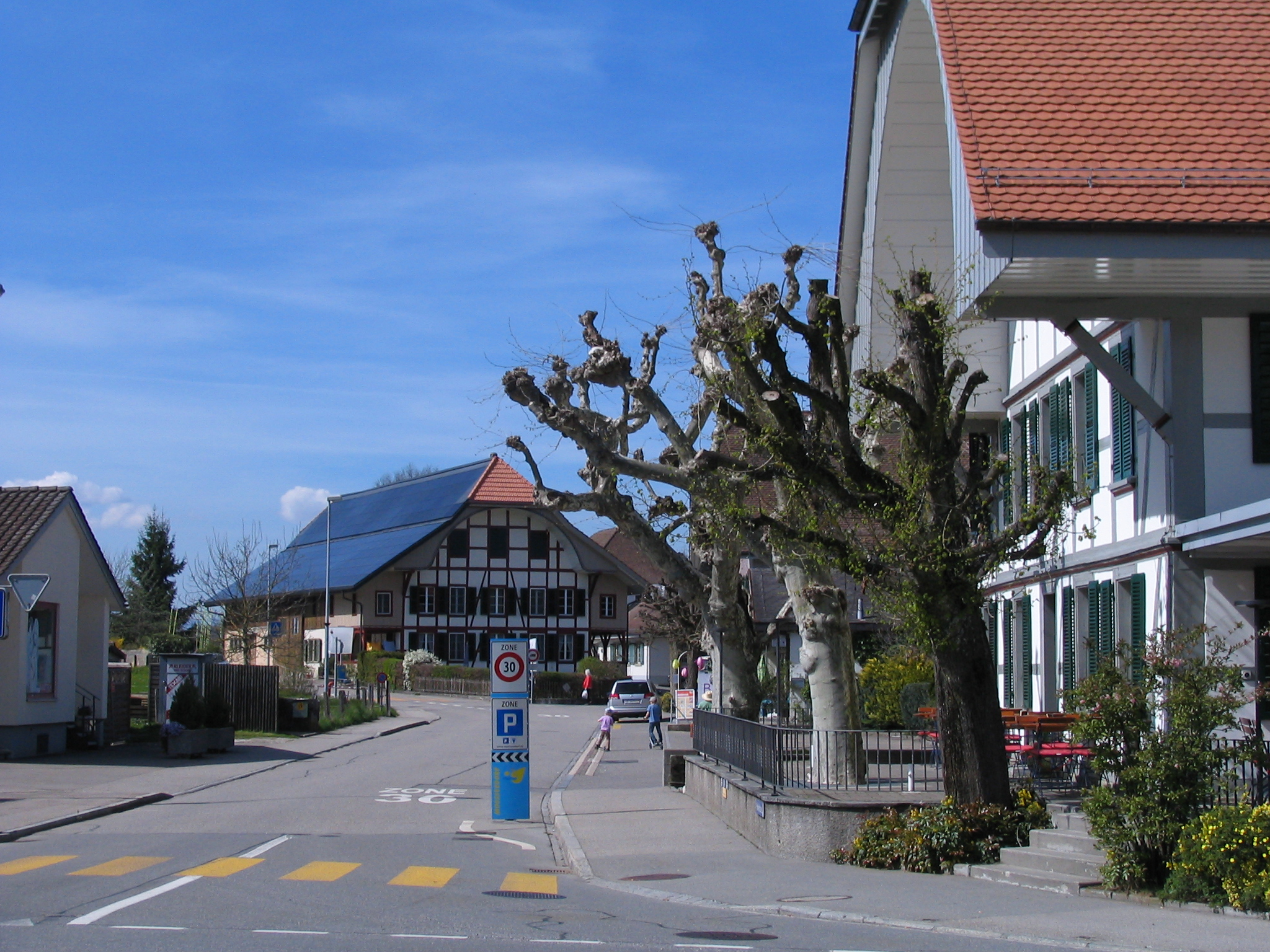
Hofwilstrasse in Moosseedorf

Die Gemeinde ist verkehrstechnisch hervorragend erschlossen, wird aber durch die zahlreichen Hauptverkehrsstränge in verschiedene Teile zerschnitten. Der alte Dorfkern liegt an der Hauptstrasse 12 von Bern nach Solothurn respektive an der Hauptstrasse 1 nach Burgdorf. Der nächste Anschluss an die Autobahnen A1 (Bern–Zürich) und A6 (Bern–Biel) befindet sich weniger als 1 km vom Ortskern entfernt. Auf dem Gemeindegebiet liegt die Verzweigung Schönbühl, an der die A6 auf die A1 trifft. Am 10. April 1910 wurde der Abschnitt Zollikofen–Solothurn mit einem Bahnhof in Moosseedorf eingeweiht, der heute vom Unternehmen Regionalverkehr Bern–Solothurn (RBS) betrieben wird. Die Züge verkehren alle 15 Minuten nach Bern, das nach einer Fahrzeit von 12 Minuten erreicht wird. 2005 hat sich der RBS der S-Bahn Bern angeschlossen. Auch die alte Strecke der Hauptlinie von Bern nach Olten führt durch das Dorf, besitzt hier jedoch keine Haltestelle.

## Geschichte
Das Gemeindegebiet von Moosseedorf kann auf eine sehr lange Siedlungstradition zurückblicken. Die frühesten Zeugnisse der Anwesenheit des Menschen wurden auf dem Moosbühl aus der späten Altsteinzeit (um 10000 bis 8000 vor Christus) gefunden. Am Ausfluss der Urtenen aus dem Moossee befand sich eine über lange Zeit während des Neolithikums benutzte Pfahlbausiedlung. Ferner wurden im Sand verschiedene Grabhügel aus der Hallstattzeit ausgegraben.
Die erste urkundliche Erwähnung des Ortes erfolgte 1242 unter dem Namen Sedorf. Später erschienen die Bezeichnungen Seedorf (1384) und Mossedorf (1389). Der Ortsname bedeutete ursprünglich Dorf am See.
Im Mittelalter war Moosseedorf der Stammsitz der Ritter von Seedorf. Durch einen Tauschhandel kam das Dorf mit Burg und See im Jahr 1256 an die Johanniterkommende in Münchenbuchsee. Seit 1406 oblag die Oberhoheit über das Gebiet bei Bern. Nachdem die Komturei 1528 säkularisiert worden war, wurde Moosseedorf der Landvogtei Münchenbuchsee im Landgericht Zollikofen zugeteilt.
Gegen die 1798 einmarschierten französischen Truppen kam es am 5. März 1798 am Fuss des Grauholzes zur Schlacht am Grauholz, die zum endgültigen Untergang des alten Bern führte. Nach dem Zusammenbruch des Ancien Régime gehörte das Dorf während der Helvetik zum Distrikt Zollikofen und ab 1803 zum Oberamt Fraubrunnen, das mit der neuen Kantonsverfassung von 1831 den Status eines Amtsbezirks erhielt.

Luftbild aus 300 m von Walter Mittelholzer (1925)

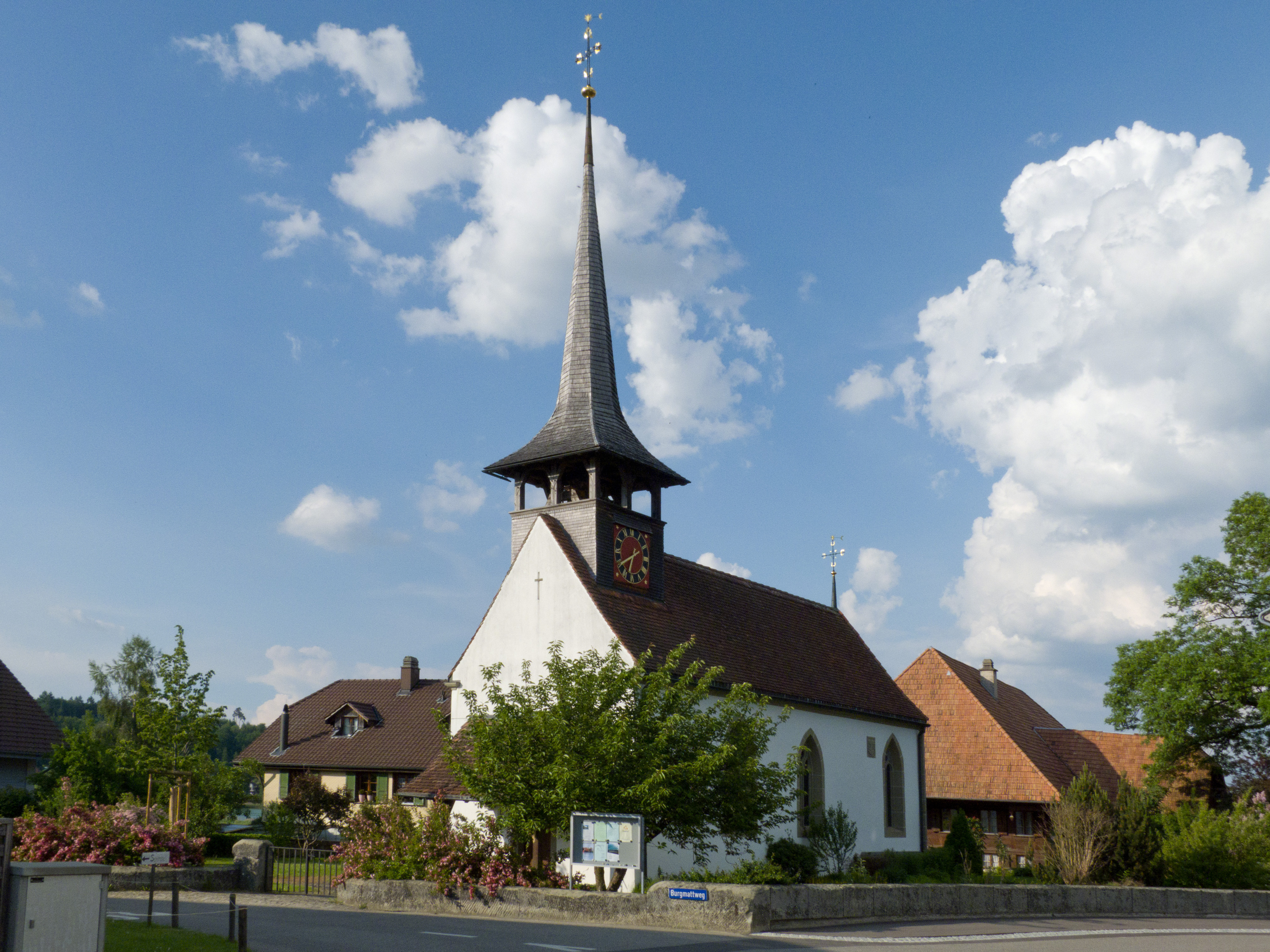
Moosseedorf Kirche SW

## Sehenswürdigkeiten
Die reformierte Dorfkirche mit ältestem Nachweis von 1242, im heutigen spätgotischen Aussehen, besitzt ein Schiff mit Mauerwerk aus romanischer Zeit. An das Rückzugsgefecht der Berner erinnert seit 1886 das Grauholzdenkmal. Der rund 6500-jährige Einbaum vom Moossee ist in der Nähe des Strandbads im Innern einer frei zugänglichen Vitrine ausgestellt.